# Erythranthera
Erythranthera es un género de plantas herbáceas de la familia de las poáceas. Es originario de Australia.
Algunos autores lo incluyen en los géneros Rytidosperma, Danthonia sensu lato.

## Especies
- Erythranthera australis (Petrie) Zotov	1963
- Erythranthera pumila